# 록셀라나
록셀라나(Roxelana, 본명: 알렉산드라 아나스타시아 리소프스카(Alexandra Anastasia Lisowska), 1502년경 ~ 1558년 4월 15일) 또는 휘렘 술탄(튀르키예어: Hürrem Sultan [hyɾˈɾem suɫˈtaːn][*], 오스만 튀르크어: خُرَّم سلطان)은 오스만 제국의 술탄인 쉴레이만 1세의 하세키 술탄(황귀비)이며, 오스만 제국 최초의 하세키 술탄이다.

## 생애
17세기 폴란드의 시인인 사무엘 트바르도프스키(Samuel Twardowski)의 기록에 따르면 록셀라나는 리비우 근교에 위치한 로하틴에서 러시아 정교회 신자 가문의 딸로 태어났으며 슬라브족 혈통이라고 한다. 1520년대에 크림 타타르족에게 생포되어 오스만 제국의 콘스탄티노폴리스에서 노예로 팔려나갔고 쉴레이만 1세 술탄의 하렘에 들어가게 된다.
원래 술레이만 1세의 총애를 받았던 배우자는 마히데브란(Mahidevran, 귈바하르(Gülbahar))이었다. 그렇지만 마히데브란이 록셀라나와 다투던 도중에 록셀라나를 폭행하면서 쉴레이만 1세를 분노하게 만들었고 록셀라나는 쉴레이만 1세로부터 황후 지위를 받게 된다. 한편 마히데브란은 자신의 아들이었던 셰흐자데 무스타파(Şehzade Mustafa)가 처형당한 뒤에 부르사로 떠나 궁핍한 삶을 살게 된다.
쉴레이만 1세의 황후가 된 이후에는 쉴레이만 1세의 조언자 역할을 했으며 외교 정책과 국제 정치에 큰 영향력을 행사했다. 그 중에서 록셀라나가 폴란드의 국왕이었던 지그문트 2세에게 보낸 편지가 현재까지 남아 있다. 록셀라나가 살아있던 동안에 오스만 제국과 폴란드는 동맹 관계를 유지했다. 록셀라나는 콘스탄티노폴리스, 메카, 예루살렘, 에디르네, 앙카라 등에 공공 시설을 짓는 등 자선 사업에 힘을 쏟았다.
1558년 4월 18일에 사망했으며 슬하에 5남 1녀를 두었다. 콘스탄티노폴리스의 쉴레이마니예 모스크에 록셀라나의 영묘가 설치되었다. 2011년부터 2014년까지 터키에서는 록셀라나를 소재로 한 텔레비전 드라마인 《무흐테솀 유즈이을》(Muhteşem Yüzyıl)이 방송되었다.

## 자녀
- 셰흐자데 메흐메드 (Şehzade Mehmed, 1521년경 ~ 1543년 11월 6일)
- 미흐리마 술탄 (Mihrimah Sultan, 1522년 3월 21일 ~ 1578년 1월 25일)
- 셰흐자데 압둘라 (Şehzade Abdullah, 1522년 ~ 1525년)
- 셰흐자데 셀림 (Selim, 1524년 5월 28일 ~ 1574년 12월 12일 또는 12월 15일, 1566년 9월 7일에 셀림 2세 술탄으로 즉위함)
- 셰흐자데 바예지드 (Şehzade Bayezid, 1525년 ~ 1561년 9월 25일)
- 셰흐자데 지한기르 (Şehzade Cihangir, 1531년 12월 9일 ~ 1553년 11월 27일)

## 사진

1550년경 이탈리아의 화가인 티치아노(Tiziano)가 그린 록셀라나의 초상화
1780년 독일의 화가인 안톤 히켈(Anton Hickel)이 록셀라나와 쉴레이만 1세를 소재로 그린 그림
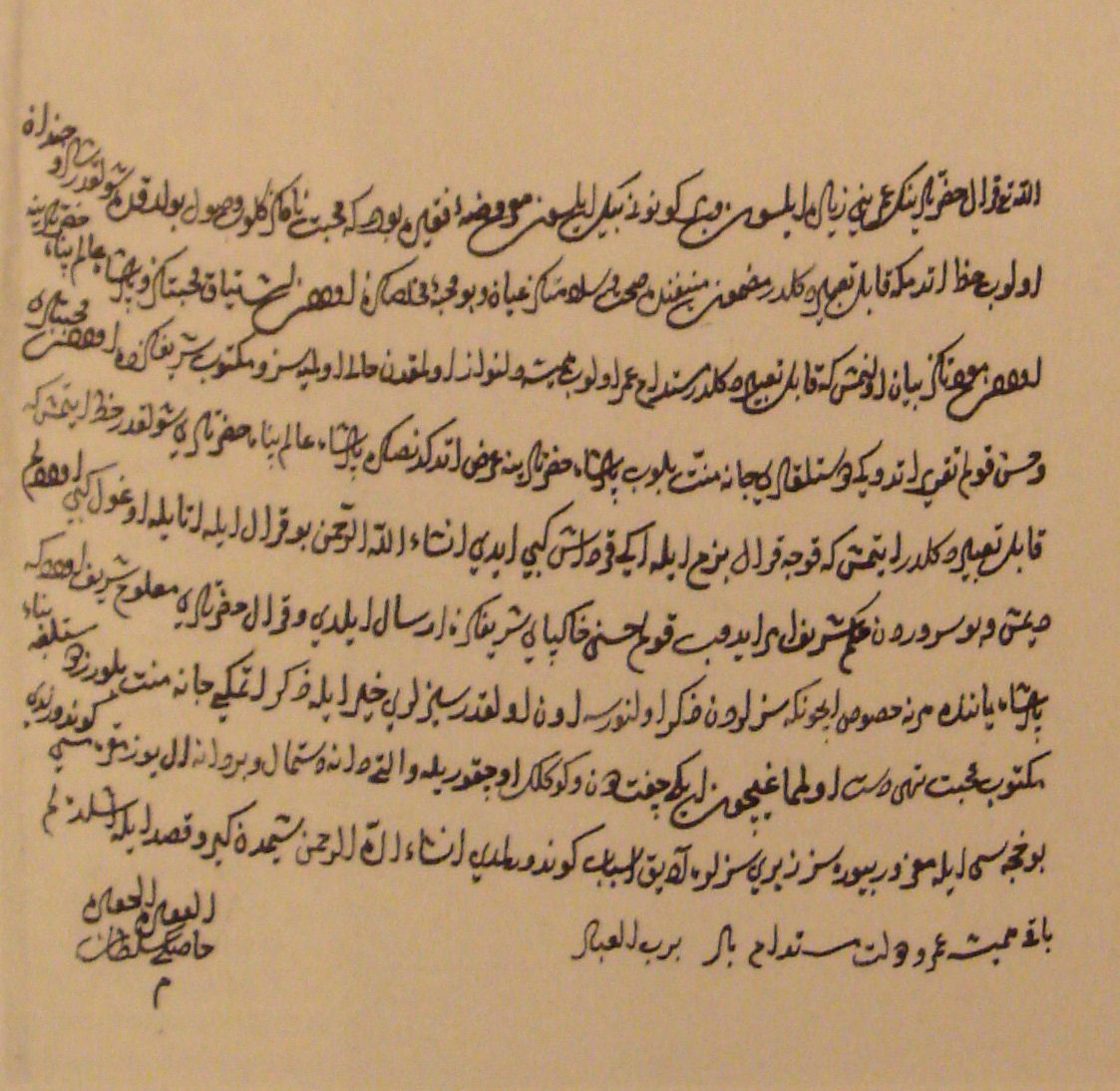
1549년 록셀라나가 폴란드의 국왕 지그문트 2세에게 보낸 편지
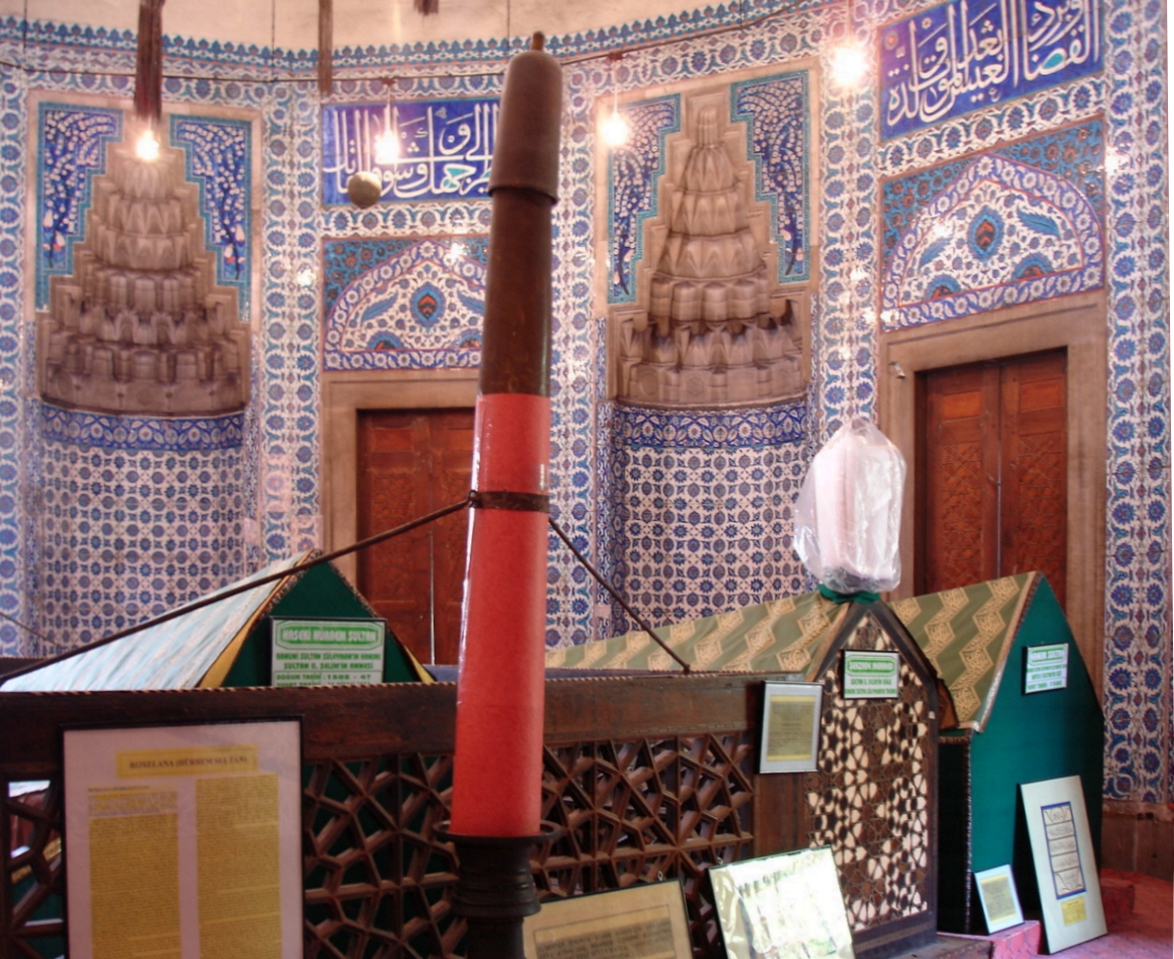
쉴레이마니예 모스크에 있는 록셀라나의 영묘
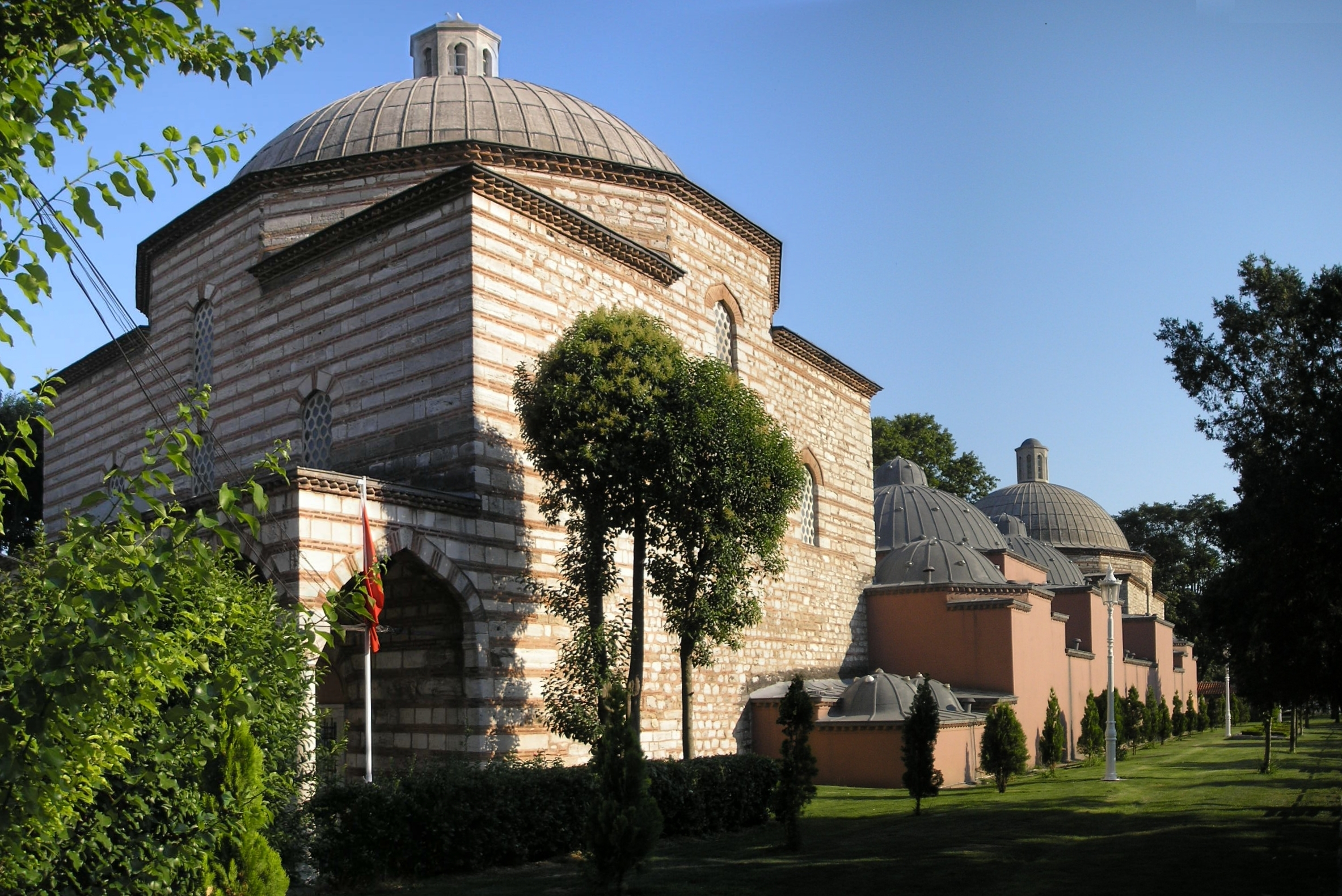
1556년 록셀라나(휘렘 술탄)에 의해 콘스탄티노폴리스에 건설된 하맘
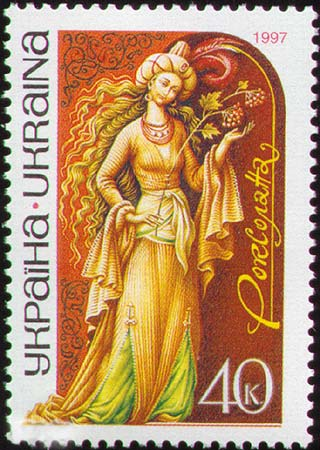
1997년 우크라이나에서 발행된 우표에 그려진 록셀라나

## 같이 보기
- 오스만 왕조
- 쉴레이만 1세